# پازین
پازین (به کرواتی: Pazin) شهری در ایستریا کشور Croatia است که جمعیت آن در سال ۲۰۱۱ میلادی ۸٬۶۳۰ نفر بوده‌است.